# Tateyama (Chiba)
Tateyama (Japans: 館山市, Tateyama-shi) is een Japanse havenstad gelegen op het schiereiland Boso in het zuiden van de prefectuur Chiba. De stad ontstond in 1939 uit de fusie van de gemeenten Tateyama, Nago en Funakata en kreeg in 1954 gebiedsuitbreiding met de inlijving van de buurgemeenten Nishisaki, Kanbe, Tomisaki, Toyofusa, Tateno en Kokonoe. De stad heeft 51.251 inwoners op een oppervlakte van 110,21 km².

## Ligging
Tateyama ligt in de nabijheid van de Baai van Tateyama, aan de monding van het Uraga-kanaal in de Stille Oceaan. Het achterland van de stad wordt beheerst door de Tateyamavlakte, een riftdal dat met kaap Sunosaki als uiterste punt zuidwaarts uitloopt in de zandstranden van Heisaura. Ten noorden van de vlakte strekt het Awa-heuvellandschap zich wijd uit.

## Geschiedenis
In de middeleeuwen stond de streek van Tateyama onder het bestuur van de provinciegouverneurs van Awa (Awa-kuni no miyatsuko), maar gaandeweg kwam het gebied binnen de invloedssfeer van het geslacht Satomi dat vanuit het naburige Miyoshi, zetel van het gouvernement, z'n macht uitbreidde. Regionale voorrang verwierf de gemeente eerst in 1590, toen het 9e familiehoofd, Yoshiyasu, op een lokale verhevenheid het Tateyama-slot liet optrekken en er zijn hoofdkwartier inrichtte. Aan hem dankte de stad haar naam: burcht (Jap.: tate) op de berg (Jap.: yama).
Na de slag van Sekigahara (1600) kreeg de familie een extra toelage van 28.000 koku, maar in 1614 werd ze overgeplaatst naar Kurayoshi in de provincie Hoki (thans prefectuur Tottori), waarbij Tateyama en ommeland voortaan onder het bestuur van een hatamoto (directe shogunale vazal) rechtstreeks onder het shogunaat ressorteerde, en het slot afgeschaft werd. In 1982 werd het kasteel van Tateyama met z'n in drie verdiepingen opgetrokken donjon gerestaureerd en ter verhoging van het toeristisch belang in een park, Shiroyama Koen, geïntegreerd. In dit complex bevindt zich verder het stedelijk museum van Tateyama, dat binnen het kasteeldomein nog een bijgebouw bezit. Sedert het midden van de Meiji-periode (1868-1912) was Tateyama ankerplaats van de Japanse eerste vloot, en toen in 1930 het Tateyama Marine- en Luchtmachtkorps, het Sunosaki Luchtmachtkorps en de Marine Artillerieschool opgericht werden, kende de plaats opgang als militair centrum; een functie die tegenwoordig onverminderd waargenomen wordt door de Maritieme Zelfverdedigingsmacht.

## Functies
Tateyama is vanouds een belangrijk agrarisch centrum waarbij het areaal vooral voor de rijstteelt maar ook voor groentekwekerijen en snijbloementelers bestemd wordt. Maritieme activiteiten werden lange tijd gedomineerd door de sardinevisserij, een door vissers uit de provincie Kii geïntroduceerde kostwinning, maar tegenwoordig haalt de vloot vooral bonito en makreel binnen. Landelijke bekendheid geniet de stad voor haar ansjoviskwekerijen. Als centrale stad in de voormalige provincie Awa, vervulde de stad ook in commercieel en industrieel opzicht een belangrijke functie. Lokaal stond de stad bekend als producent van traditionele Awa-waaiers.

## Toerisme
De Hojokust langs de Baai van Tateyama (Kagamigaura) wordt druk bezocht als badplaats en voorts is er het Chibaans Prefecturaal Awa-museum (Chiba Kenritsu Awa Hakubutsukan), gewijd aan het leven in de voormalige zeeprovinciën Awa, Kazusa en Shimōsa. Ten noorden daarvan bevindt zich de Daifukuji-tempel met de Kannon op het klif (Gake no Kannon). Dit door priester Gyoki in rots uitgehouwen elfhoofdige beeld lag aan de basis van de tempel. Mettertijd werd het ondergebracht in een roodgelakte Kannon-hal, die aan de klifwand werd aangebouwd. Het domein is onderdeel van het Quasi-nationaal park van Minami Boso, een gebied met vele toeristische attracties waaronder recreatiedomeinen, de vuurtoren van Sunosaki, de Heisaura-botanische tuin voor tropische planten, golfterreinen, en een vogelreservaat. 
Twee lokale monumenten genieten onder de titel "belangrijk nationaal cultureel erfgoed" bescherming: de tempelklok van de Koamiji-tempel en de Taho-pagode van de Nagoji-tempel. Het Sunosakiodori-festival werd tot nationaal folkloristisch erfgoed geselecteerd. Voorts behoren het natuurbos in de omgeving van Sunosaki-jinja en de prehistorische grotten van Awa-jinja tot prefecturaal beschermd natuurgebied.

## Transport
Voordat Tateyama  door de aanleg van de JR-Uchibo-spoorlijn ontsloten werd, fungeerde het voornamelijk als een maritiem knooppunt. Thans wordt de stad bediend door de rijkswegen nrs. 127, 128 en 410 en is er een uitgebreid busnet.